# Сав'єз
Сав'єз (фр. Savièse) — громада  в Швейцарії в кантоні Вале, округ Сьйон.

## Географія
Громада розташована на відстані близько 80 км на південь від Берна, 4 км на північний захід від Сьйона.
Сав'єз має площу 71 км², з яких на 4,7% дозволяється будівництво (житлове та будівництво доріг), 21,2% використовуються в сільськогосподарських цілях, 15,8% зайнято лісами, 58,2% не є продуктивними (річки, льодовики або гори).

## Демографія
2019 року в громаді мешкало 7814 осіб (+18,5% порівняно з 2010 роком), іноземців було 13%. Густота населення становила 110 осіб/км².
За віковим діапазоном населення розподілялося таким чином: 20% — особи молодші 20 років, 58,5% — особи у віці 20—64 років, 21,4% — особи у віці 65 років та старші. Було 3428 помешкань (у середньому 2,3 особи в помешканні).
Із загальної кількості 1489 працюючих 250 було зайнятих в первинному секторі, 347 — в обробній промисловості, 892 — в галузі послуг.